# 宋光復
宋 光復（そう こうふく、ソン クァンボク、송광복、1964年3月21日 - ）は、囲碁棋士。東京都出身。日本棋院東京本院所属。九段。川本昇九段門下。門下に一力遼、安斎伸彰、平田智也、風間隼。

## 経歴
1978年に院生になる。
1981年入段。
1982年二段。
1983年三段。
1984年四段。
1985年五段。
1992年六段。
1994年七段。
1999年八段。
2003年九段。通算300勝達成。
2014年12月から2015年3月にかけて、囲碁フォーカスの講師を務める。

### 良績
1995年、第20期棋聖戦七段戦優勝。 
1997年、第44期NHK杯準々決勝進出。 
2001年、第49期王座戦本戦入り。